# Combarbalá
Combarbalá (del mapudungun: kokamwala ‘agua lejana con patos’), es una ciudad y comuna del Norte Chico de Chile localizada en la provincia de Limarí, región de Coquimbo (Chile). Sus principales atracciones son la artesanía en piedra combarbalita y el observatorio astronómico-turístico Cruz del Sur. La ciudad se caracteriza por su clima semidesértico, con paisajes montañosos a su alrededor.

## Toponimia
Las explicaciones para el origen de la palabra Combarbalá son variadas. La hipótesis más reconocida afirma que el nombre de la ciudad provendría de la voz quechua Cumparpayay, que significa 'partir con martillo', en referencia al trabajo en las minas y canteras de la zona. Sin embargo, algunos estudios han demostrado que los indios que habitaban la zona no hablaban la lengua de los indígenas del Limarí, sino el mapudungún. 
A este respecto, otra hipótesis propone que la ciudad recibe su nombre del vocablo Cocambala. La crónica de Jerónimo de Vivar, compañero del conquistador Pedro de Valdivia, relata que este sería el vocablo con que los aborígenes se referían a esa zona. Cocambala sería una interpretación aproximada del vocablo aborigen al alfabeto español. Este vocablo puede corresponder a la unión de varias palabras en mapudungun: ko, 'agua'; kam, 'lejos'; y bala, 'pájaro acuático', lo que significaría "agua lejana con patos", o más breve, "posa con patos". Cerca de la actual ciudad existe un lugar conocido como Posa de los Patos, zona pantanosa que hace uno 500 años atrás o más, sirvió como un lugar obligado de descanso a los ejércitos incaicos en su avance hacia el sur de Chile, y posteriormente fue usado por los conquistadores Diego de Almagro y Pedro de Valdivia en el siglo XVI.
A la gente de Combarbalá le gusta hacer bromas respecto a que la ciudad tomó ese nombre luego que un indio de la zona, llamado "La", apareciera tras largo tiempo con una tupida barba, lo que provocó que la población señalara al lugar como aquel donde estaba "con-barba-lá". Además, existe una calle a un costado del Liceo Samuel Roman Rojas con ese nombre "calle indio La".

## Historia
La zona estuvo habitada desde hace unos 5000 años por pueblos originarios como los Molles y Diaguitas, los que encontraron los conquistadores españoles en el siglo XVI. A partir de ahí, la zona comenzó a poblarse con españoles y mestizos durante el siglo XVII. La Iglesia católica, preocupada por la ausencia de parroquias en la zona, encomendó al obispo Manuel de Alday visitar la zona. Se funda así una parroquia en el año 1757, creando de esta manera el curato de Combarbalá. Esto constituyó el primer paso para fundar una ciudad, lo que finalmente ocurrió el 30 de noviembre de 1789. La fundación estuvo a cargo del Capitán Juan Ignacio Flores, criollo y mayordomo de la Iglesia por encargo directo del Virrey del Perú, Don Ambrosio O'Higgins. La fundación fue regularizada conforme a decreto, bajo el nombre de Villa San Francisco de Borja de Combarbalá.
A principios del siglo XVIII se descubrieron minerales de cobre, plata y oro, lo que constituyó a la ciudad como base de un importante asentamiento minero. Sin embargo, a mediados de los años 80, ENAMI licitó la planta la que fue adjudicada por el Grupo Luksic quienes desmantelaron la única planta de procesamiento de minerales de la zona, con lo que la ciudad y sus alrededores quedaron sumidos la incertidumbre económica. Gracias a las técnicas de riego en secano, hoy en día la Comuna de Combarbalá se ha convertido como un área de cultivo de uvas de exportación, actividad que, sin embargo, solo genera empleos de temporada.
Francisco Astaburoaga escribió en 1899 en su Diccionario Geográfico de la República de Chile: 167  sobre el lugar:

Combarbalá (Villa de).-—Capital del departamento de su título. Se halla inmediata á la base de los Andes en los 31° 11' Lat. y 71° 00' Lon. entre una serranía árida y pelada, y asentada en un plano de la orilla izquierda del río de su nombre ligeramente inclinado hacia ella y á la altitud de 1,065 metros. Sus calles de regular ancho y derechas corren de N. á S. y de E. á O., cortadas en ángulos rectos, dejando en la intersección de las dos más centrales una plaza pequeña con sólo cuatro salidas, y en cuyos costados están la iglesia parroquial, los edificios municipales, la cárcel, oficinas de registro civil, correo y de telégrafo. Tiene tres escuelas primarias gratuitas, despachos de comercio y una población de 1,157 habitantes. Posee en sus contornos algunos minerales de cobre y plata, y tuvo ricas minas de oro en el cerro de Lampangui y en otros cercanos, descubiertas á principios del siglo pasado, lo que dió origen á este pueblo. Posteriormente, á solicitud de sus vecinos, se regularizó su planta bajo la superintendencia del capitán Don Juan Ignacio Flores, conforme al auto del Presidente Don Ambrosio O'Higgins, de 30 de noviembre de 1789, dándosele el título y nombre de villa de San Francisco de Borja de Combarbalá. Es de clima muy sano y muy templado en verano. Dista unos 85 kilómetros al SE. de la ciudad de Ovalle y 60 hacia el NE. de la de Illapel.

Posteriormente, el geógrafo chileno Luis Risopatrón lo describe a Combarbalá en su libro Diccionario Jeográfico de Chile en el año 1924:: 241 

Combarbalá (Ciudad) 31° 11' 71° 02'. Consta de unas 35 manzanas, cortadas en ángulo recto por calles de regular ancho, que corren de N a S i de E a W i tiene una plaza en la intersección de las dos calles Centrales, con cuatro salidas solamente; es de caserío sencillo, cuenta con servicio de correos, telégrafos, rejistro civil, escuelas públicas i estación de ferrocarril i se encuentra asentada a 904 m de altitud, en un plano de la orilla S del rio de su nombre, entre una serranía árida i pelada. En ésta se descubrieron a principios del siglo XVIII, minerales de cobre, plata i oro, lo que dio oríjen a la formación de la ciudad, cuya planta se regularizó conforme al auto de 30 de noviembre de 1789, con el nombre de villa de San Francisco de Borja de Combarbalá; es de clima mui sano i mui templado en verano i poco lluvioso, pues en 1919, se rejistro 492 mm de agua caida, en 24 dias de lluvia, con 60 mm de máxima diaria.

## Geografía
La comuna se inserta en interfluvio, entre los ríos Limarí, por el norte; y Choapa, por el sur. En términos generales, se encuentra en la región de los valles transversales, presentando un notorio relieve montañoso.

### Geomorfología
La comuna de Combarbalá se encuentra emplazada en las unidades geomorfológicas de Cordones transversales y Cordillera andina de retención crionival;
Algunas alturas importantes en la comuna son:
- Cerro Pabellón: 4100 m s. n. m.[7]
- Cerro Chaguareche: 2612 m s. n. m.
- Cerro Ramadilla: con 1353 m s. n. m.
- Cerro Movilo: 1230 m s. n. m.

### Hidrografía
Esta comuna se halla entre las cuencas hidrográficas de Costeras entre el río Limarí y río Choapa, río Choapa y río Limarí. Además, la comuna posee diversos cuerpos de agua, entre los que se destacan el río Cogotí y río Combarbalá.
Por otra parte, el sector presenta muchas quebradas, o pequeños ríos, que crecen en época de invierno, tributando sus aguas a ríos mayores, como los ríos Cogotí, Combarbalá (que bordea la ciudad por el noreste) y Pama. Estos cursos de agua presentan un régimen mixto, siendo alimentados por aguas lluvias y por el derretimiento de la nieve, razón por la cual presentan dos crecidas en el año: Una en época invernal y otra en época estival. Todos ellos drenan sus aguas al embalse Cogotí, ubicado en la comuna, que tiene capacidad para almacenar 150 millones de m³. Desde ese lugar, a través del río Guatulame, el agua llega al embalse La Paloma, ubicado en la comuna de Monte Patria.

### Climatología
Presenta según la clasificación climática de Köppen clima de tundra de lluvia invernal (ET (s)), clima mediterráneo de lluvia invernal de altura (Csb (h)) y clima semiárido de lluvia invernal (BSk (s)). 
El año normal de precipitaciones es de unos 200 mm, pero en la región también se presentan fuertes sequías y también grandes temporales de lluvia.

## Medio ambiente

Trazado simplificado de los ecosistemas y cuerpos de agua presentes en la comuna de Combarbalá.

### Componentes bióticos
Dentro del territorio de la comuna se pueden hallar los siguientes ecosistemas:
- Bosque esclerófilo mediterráneo andino donde predominan Kageneckia angustifolia y Guindilia trinervis (Vulnerable)
- Herbazal mediterráneo andino donde predominan Nastanthus spathulatus y Menonvillea spathulata (Preocupación menor)
- Matorral bajo mediterráneo andino donde predominan Chuquiraga oppositifolia y Nardophyllum lanatum (Preocupación menor)
- Matorral bajo mediterráneo andino donde predominan Laretia acaulis y Berberis empetrifolia (Preocupación menor)
- Matorral bajo tropical-mediterráneo andino donde predominan Adesmia hystrix y Ephedra breana (Preocupación menor)
- Matorral bajo tropical-mediterráneo andino donde predominan Adesmia subterranea y Adesmia echinus (Vulnerable)
- Matorral desértico mediterráneo interior donde predominan Flourensia thurifera y Colliguaja odorifera (Preocupación menor)
- Matorral desértico mediterráneo interior donde predominan Heliotropium stenophyllum y Flourensia thurifera (Preocupación menor)
- Zonas geográficas inhóspito sin vegetación (Sin información)

### Flora
La vegetación natural está claramente asociada con el clima de la zona. Se impone una flora de estepa y xeromórfica, adaptada a la sequedad, predominando arbustos achaparrados, cactus, espinos, algarrobos, pimientos, etc.
Sólo es posible apreciar el mayor verdor en los sectores de quebradas y ríos. Por tanto la aridez es un rasgo predominante en el paisaje montañoso de la comuna.

### Medidas de protección ambiental y conflictos socioambientales
Hasta 2022, la comuna de Combarbalá cuenta con un área territorial destinada a la protección ambiental:
- Hacienda El Durazno (Iniciativa de Conservación Privada)[15]

## Demografía
La población total comunal corresponde a 13 322 habitantes, una leve disminución del año 2002 (13 483). Existe sólo una diferencia de 10 habitantes entre la población de sexo masculino (6656) y femenino (6666). La población urbana corresponde exclusivamente a la ciudad de Combarbalá, mientras que la rural se distribuye en una serie de aldeas y caseríos a lo largo de la cuenca del Cogotí y entre las numerosas quebradas que alimentan a este curso de agua, siendo los más poblados las aldeas de Cogotí, Quilitapia, La Ligua y San Marcos.
| Localidad          | Habitantes (2017) |
| ------------------ | ----------------- |
| Combarbalá         | 5915              |
| San Marcos         | 474               |
| Quilitapia         | 448               |
| La Ligua de Cogotí | 414               |
| Cogotí             | 331               |
| Manquehua          | 241               |
| El Sauce           | 197               |
| El Huacho          | 163               |
| El Chineo          | 144               |
| El Soruco          | 100               |
| La Cuadra          | 62                |

## Administración
Combarbalá pertenece al distrito electoral n.º 5 y a la 4.ª circunscripción senatorial (Coquimbo). Es representada en la Cámara de Diputados y Diputadas del Congreso Nacional por las diputadas Nathalie Castillo (PCCh) y Carolina Tello (FA), así como también por los diputados Daniel Manouchehri (PS), Marco Antonio Sulantay (UDI), Ricardo Cifuentes (PDC), Juan Manuel Fuenzalida (UDI) y Víctor Pino (D). A su vez, es representada en el Senado por los senadores Daniel Núñez Arancibia (PCCh), Sergio Gahona Salazar (UDI) y Matías Walker Prieto (D).
Esta comuna es administrada por la Alcladesa Marta Angélica Carvajal quien es asesorado por un Concejo Municipal compuesto por seis integrantes:
- Juan Carlos Tapia Araya (UDI)
- Sergio Gallardo Zepeda (UDI)
- Bernardita Cortés Gómez (PDC)
- Juan Castillo Castillo  (Ind./PPD)
- Jorge Muñoz Ramos (Ind./PR)
- Roberto Rojas Rojas (Ind./PRI)

## Economía
En 2018, la cantidad de empresas registradas en Combarbalá fue de 113. El Índice de Complejidad Económica (ECI) en el mismo año fue de -0,44, mientras que las actividades económicas con mayor índice de Ventaja Comparativa Revelada (RCA) fueron Comercio al por Menor de Textiles para el Hogar y Otros Productos Textiles (48,02), Otros Tipos de Transporte no Regular de Pasajeros (45,62) y Envasado de Agua Mineral Natural, de Manantial y Potable Preparada (41,23).

### Turismo
Un variado panorama espera al visitante en Combarbalá. Aun siendo una ciudad pequeña, agrupa gran número de atracciones turísticas destinadas a satisfacer todos los gustos. Los cuales son:

#### Observatorio Astronómico Cruz del Sur Combarbalá

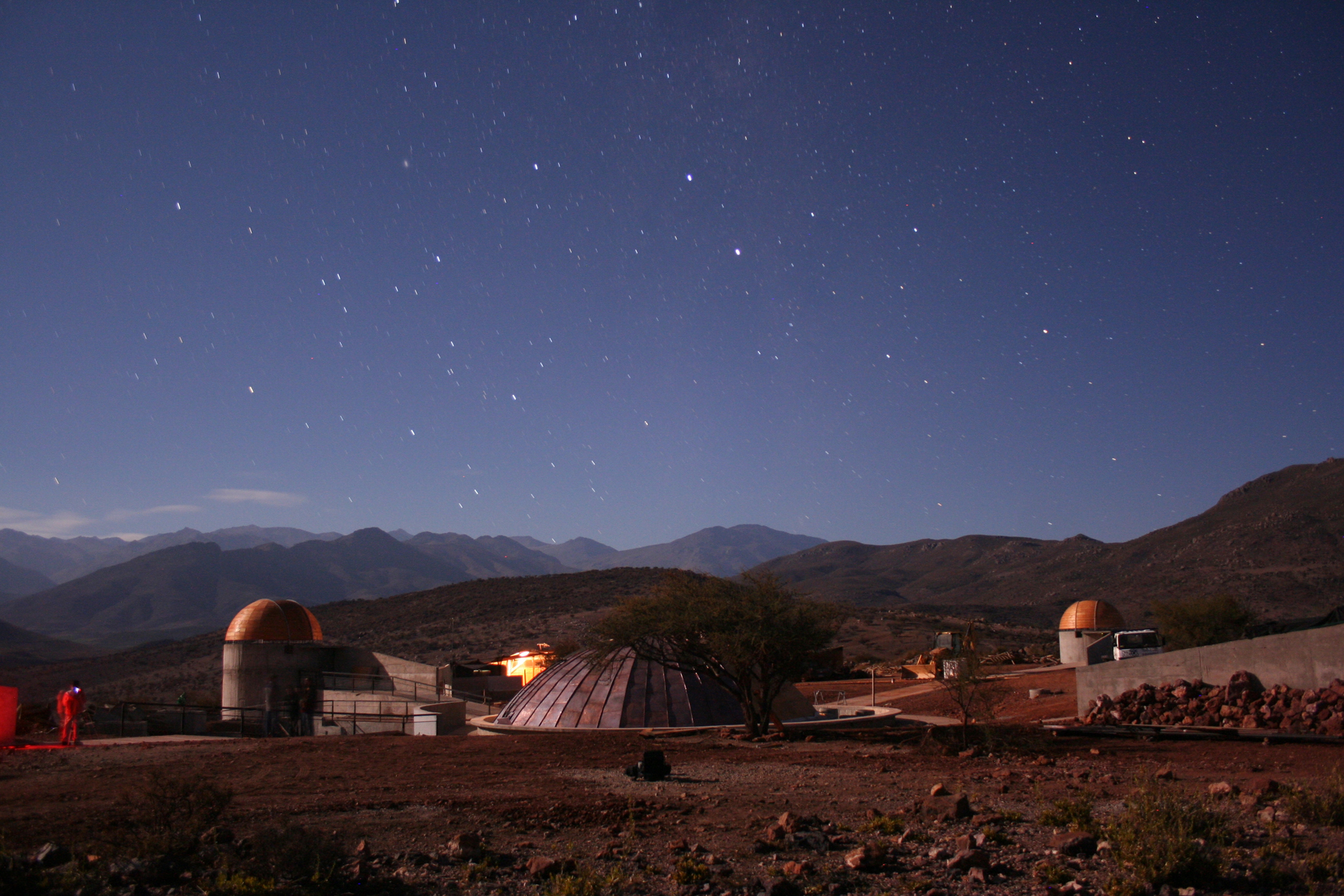
Observatorio Astronómico Cruz del Sur.

Cuatro cúpulas de observación dispuestas de igual modo que la más emblemática constelación del hemisferio austral, son la base del complejo astroturístico más grande de Sudamérica: El Observatorio Cruz del Sur de Combarbalá.
Este diseño arquitectónico constituye en sí mismo una gran innovación, pues la idea es acercar el cielo a la tierra a través de la particular distribución de los domos.
El proyecto impulsado en la IV región por la Ilustre Municipalidad de Combarbalá y el Planetario de la Universidad de Santiago de Chile, fue financiado por el Consejo Regional de Coquimbo, que a principios del año 2005 destinó la suma de 246 millones de pesos para la construcción e implementación de este centro astronómico.
Cruz del Sur se emplaza en el Cerro El Peralito, a 3,5 kilómetros de la plaza principal de Combarbalá. Su objetivo es difundir la pasión por la astronomía y promover en la comunidad el valor del cielo como patrimonio natural.
Como consecuencia de este esfuerzo técnico y humano, Combarbalá podrá situarse como un nuevo foco turístico para visitantes nacionales y extranjeros que deseen sumar razones para identificar a Coquimbo, como la "Región estrella".

#### Artesanía
El trabajo de los artesanos ha hecho que, tras siglos de labor, la artesanía local, basada en el trabajo de la piedra Combarbalita (piedra ornamental semipreciosa que fue declarada piedra nacional en 1993, reemplazando al lapislázuli), llegue a formar parte de la historia, las tradiciones y la cultura chilena.
Los trabajos en combarbalita están directamente relacionados con la historia de la ciudad de Combarbalá. Escasos y sin técnica en un comienzo, hoy los artesanos son profesionales del rubro y se perfeccionan constantemente, sin perder la tradición asociada a esta artesanía, logrando transformar la roca en una variedad de formas, permitiendo lucir desde representaciones de antiguos trapiches de los lavaderos de oro, hasta la imagen de iglesias del país.

#### Petroglifos
Combarbalá es una de las principales poseedoras de testimonios de las antiguas civilizaciones que poblaron el valle del río Limarí. 
Al interior de Ramadilla, en el sector de Pama, y en otros lugares, existen gran cantidad y variedad de petroglifos. Destacan, en especial, el Rincón de las Chilcas, al interior de Cogotí, donde se ubica el mayor número de vestigios dejados en roca por los indígenas durante el periodo precolombino.

#### Embalse Cogotí
En 1940, la zona se vio beneficiada con una gran obra de ingeniería. En esa época, se construyó un embalse con capacidad para almacenar 150 millones de m³ de agua, lo que creó un nuevo elemento de atractivo turístico en la zona.
El embalse Cogotí, llamado así producto de que recibe las aguas del río Cogotí, junto a las de los ríos Pama y Combarbalá, es un tranque de tranquilas aguas en que el visitante puede nadar plácidamente e incluso acampar a los pies de los cerros que lo rodean. Por la calma de sus aguas, y la agradable brisa que sopla en el lugar, es posible realizar en él deportes náuticos como el windsurf u otros.
El embalse, ubicado entre Combarbalá y La Ligua de Cogotí, además cumple a cabalidad con su función original de llevar las aguas a más de 30 km, extendiéndolas hasta la comuna de Ovalle y regando el sector de Los Llanos de Cogotí e incluso algunas tierras agrícolas de Punitaqui.

#### El Clásico
Cuando el verano comienza a despedirse, Combarbalá se prepara para vivir la gran fiesta del verano: El Clásico.
En febrero de cada año, los Clubes Sociales y Deportivos "Los Loros" y "Unión Juvenil" disputan el título del mejor de la ciudad. Durante semanas, gran parte de los habitantes se dividen entre "Loros" y "Juveniles", enfrentándose en entretenidas actividades deportivas y culturales, como una obra teatral y una muestra de cheerleader. Este, finalmente, se decide tras un emocionante encuentro de Básquetbol hasta altas horas de la madrugada.

#### La Isla y el fervor religioso de la Virgen de la Piedra
El primer domingo de mayo se celebra la tradicional fiesta religiosa de la Virgen de la Piedra, en la localidad de La Isla. Este pueblo, situado a 22 km de Combarbalá, recibe a miles de fieles que, demostrando una gran devoción, llegan a pagar las mandas ofrecidas a la imagen, así como a renovar sus peticiones a su patrona.

## Medios de comunicación

### Radioemisoras
FM
- 88.3 MHz - Radio Manquehua
- 89.1 MHz - Radio Informativa
- 90.5 MHz - Tu Radio
- 91.1 MHz - Radio San Bartolomé
- 92.5 MHz - Pisco FM
- 93.5 MHz - Radio Armonía
- 94.3 MHz - Radio María
- 96.3 MHz - Radio Ruta Norte
- 99.5 MHz - Radio Niebla
- 101.5 MHz - Mi Radio
- 106.7 MHz - Radio Progreso
- 107.1 MHz - Liceo Samuel Rojas

### Televisión
TDT
- 4.1 - Chilevisión HD
- 4.2 - UChile TV
- 11.1 - TVN HD
- 11.2 - NTV
- 13.1 - Canal 13 HD
- 13.2 - T13 En Vivo